# Carl Stade
Carl Stade  (* 2. Mai 1900 in Plaue; † 5. Januar 1945 in Weimar) war ein deutscher Schlossermeister und Widerstandskämpfer gegen das Naziregime, hingerichtet im Hof des Weimarer Landgerichts.

## Leben
Nach dem Besuch der Volksschule und dem Erlernen des Schlosserhandwerks in Suhl wurde er als Soldat im Ersten Weltkrieg eingezogen. Im Jahre 1924 erwarb er in Erfurt den Meisterbrief des Schlosserhandwerks und wurde 1924 Mitglied im Deutschen Metallarbeiter-Verband (DMV). Im Suhler Rüstungsbetrieb C.B.Haenel, in dem er als Schweißer arbeitete, gehörte er seit 1933 einer Widerstandsgruppe an. Im Jahre 1936 pachtete er in der Siedlung Friedberg eine Gastwirtschaft mit angeschlossenem Lebensmittelverkauf. In dieser Siedlergaststätte „Zum Schuppen“ trafen sich Suhler Antifaschisten zu illegalen Treffen und Diskussionen. Zu ihnen gehörten u. a. Alfred „Max“ Gerngroß (Sympathisant der KPD) und dessen Bruder Rudolf Gerngroß (kurzzeitig Mitglied der SPD), Minna und Emil Recknagel (beide KPD) sowie Richard Heim (parteilos). Sie besprachen die politischen Verhältnisse und den Kriegsverlauf. Im September 1943 wurde er bei einer Massenverhaftung in das Gefängnis von Ichtershausen eingeliefert. Wegen kommunistischer Gruppenbildung und Rüstungssabotage wurden Minna und Emil Recknagel gemeinsam mit Carl Stade vom Volksgerichtshof am 29. November 1944 ihres „gesamten staatsfeindlichen Verhaltens“ wegen angeklagt, zum Tode verurteilt und „zeitlebens ehrlos“ erklärt. Am 15. Dezember 1944 ordnete der Reichsminister für Justiz, Thierack, die Vollstreckung des Urteils an, die am 5. Januar 1945 erfolgte. Dabei wurden im 20-Sekunden-Takt acht Männer und eine Frau geköpft.
Carl Stade war seit 1929 verheiratet mit Ida Heim. Sie wurden die Eltern ihres Sohnes Dietrich.

## Erinnerung
- Nach der Befreiung vom Faschismus wurde in der Suhler Friedbergsiedlung am Lupinenweg auf einer Mauer aus Ziegelsteinen eine Gedenkstätte für die Suhler Widerstandskämpfer Alfred Gerngroß, Emil Eckstein, Emil und Minna Recknagel, Karl Stade und Rudolf Gerngroß errichtet, die Mitte der 1980er Jahre umgestaltet wurde. Danach enthielt ein neuer Steinsockel eine entsprechende Inschrift. Am Gebäude des Siedlerheims befand sich bis 1990 eine Gedenktafel mit ähnlicher Inschrift, die aus unbekannten Gründen entfernt wurde und danach im Büro des Siedlerheims aufbewahrt wurde.[1]

- Am 5. Mai 2008 wurde vor der Gaststätte „Zum Schuppen“ ein Stolperstein für Carl Stade verlegt.